# Džemal Bošnjak
Džemal Bošnjak (* 23. Mai 1985 in Nikšić) ist ein bosnischer Boxer im Halbschwergewicht.

## Amateurkarriere
Džemal Bošnjak begann 2000 mit dem Boxen, ist Linksausleger, rund 176 cm groß und wird von Almedin Fetahović trainiert. Er wurde unter anderem mehrfacher Bosnischer Meister und ist Gewinner international besetzter Turniere in Bosnien und Mazedonien. In einem Turnier 2008 schlug er Marijo Šivolija.
Er vertrat Bosnien bei den Weltmeisterschaften 2009 in Mailand, 2011 in Baku, 2013 in Almaty, 2015 in Doha und 2021 in Belgrad, wobei er 2011 und 2013 jeweils das Achtelfinale erreichen konnte. Zu seinen besiegten Gegnern zählten Lennon Bannis aus Dominica, Hrvoje Sep aus Kroatien, Nikolajs Grišuņins aus Lettland und Simonas Urbonavičius aus Litauen.
Bei den Europameisterschaften 2011 in Ankara schlug er Boško Drašković aus Montenegro, unterlag aber im Achtelfinale Abdelkader Bouhenia aus Frankreich. Diesem unterlag er dann auch im Halbfinale der Mittelmeerspiele 2013 in Mersin und gewann eine Bronzemedaille. Bei den Europaspielen 2015 in Baku schlug er Polinikis Kalamaras aus Griechenland und Suliman Abduraschidow aus Frankreich, ehe er im Viertelfinale knapp gegen Valentino Manfredonia aus Italien mit 1:2 ausschied. Zudem war er Teilnehmer der Europameisterschaften 2015 in Samokow und der europäischen Olympiaqualifikation 2016 in Samsun. Bei der weltweiten Olympiaqualifikation im Juni 2016 in Baku erreichte er das Viertelfinale.
Im Juni 2017 war er Teilnehmer der Europameisterschaften in Charkiw, wo er in der Vorrunde gegen Thomas Whittaker ausschied. 2019 gewann er die Balkanmeisterschaften in der Türkei.

## Profikarriere
Am 28. April 2018 gewann er sein Profidebüt in Sarajevo. Im März 2019 gewann er in Nürnberg die internationale deutsche Meisterschaft im Cruisergewicht.